# Charlotte Rage
Die Charlotte Rage waren ein Arena-Football-Team aus Charlotte, North Carolina, das in der Arena Football League (AFL) spielte. Ihre Heimspiele trugen die Rage unter anderem im Charlotte Coliseum aus.

## Geschichte
Die Rage wurden 1991 gegründet und nahmen zur Saison 1992 den Spielbetrieb in der AFL auf. Gründer war der 2014 verstorbene Allen J. Schwalb, der Filme wie Rambo und Rain Man finanziert hat. Die Rage erreichten 1993 und 1994 die Playoffs, scheiterten allerdings beide Male an den Arizona Rattlers.
Nachdem das Franchise fünf Jahre mit insgesamt 24 Siegen und 36 Niederlagen operiert hatte, löste sie sich 1996 wieder auf.

## Saisonstatistiken
| Jahr | Team           | Liga | S | N | Playoffs erreicht | Playoffrunde                               |
| ---- | -------------- | ---- | - | - | ----------------- | ------------------------------------------ |
| 1992 | Charlotte Rage | AFL  | 3 | 7 | nein              |                                            |
| 1993 | Charlotte Rage | AFL  | 6 | 6 | ja                | N Viertelfinale gg. Arizona Rattlers 49:56 |
| 1994 | Charlotte Rage | AFL  | 5 | 7 | ja                | N Viertelfinale gg. Arizona Rattlers 24:52 |
| 1995 | Charlotte Rage | AFL  | 5 | 7 | nein              |                                            |
| 1996 | Charlotte Rage | AFL  | 5 | 9 | nein              |                                            |

## Zuschauerentwicklung
| Jahr | Team             | Liga | Zuschauerdurchschnitt |
| ---- | ---------------- | ---- | --------------------- |
| 1992 | Austin Wranglers | AFL  | 13.248                |
| 1993 | Austin Wranglers | AFL  | 7.383                 |
| 1994 | Austin Wranglers | AFL  | 9.975                 |
| 1995 | Austin Wranglers | AFL  | 8.111                 |
| 1996 | Austin Wranglers | af2  | 6.851                 |